# Fregata magnificens
La fregata magnifica (Fregata magnificens Mathews, 1914) è un uccello marino della famiglia dei Fregatidi.

## Descrizione

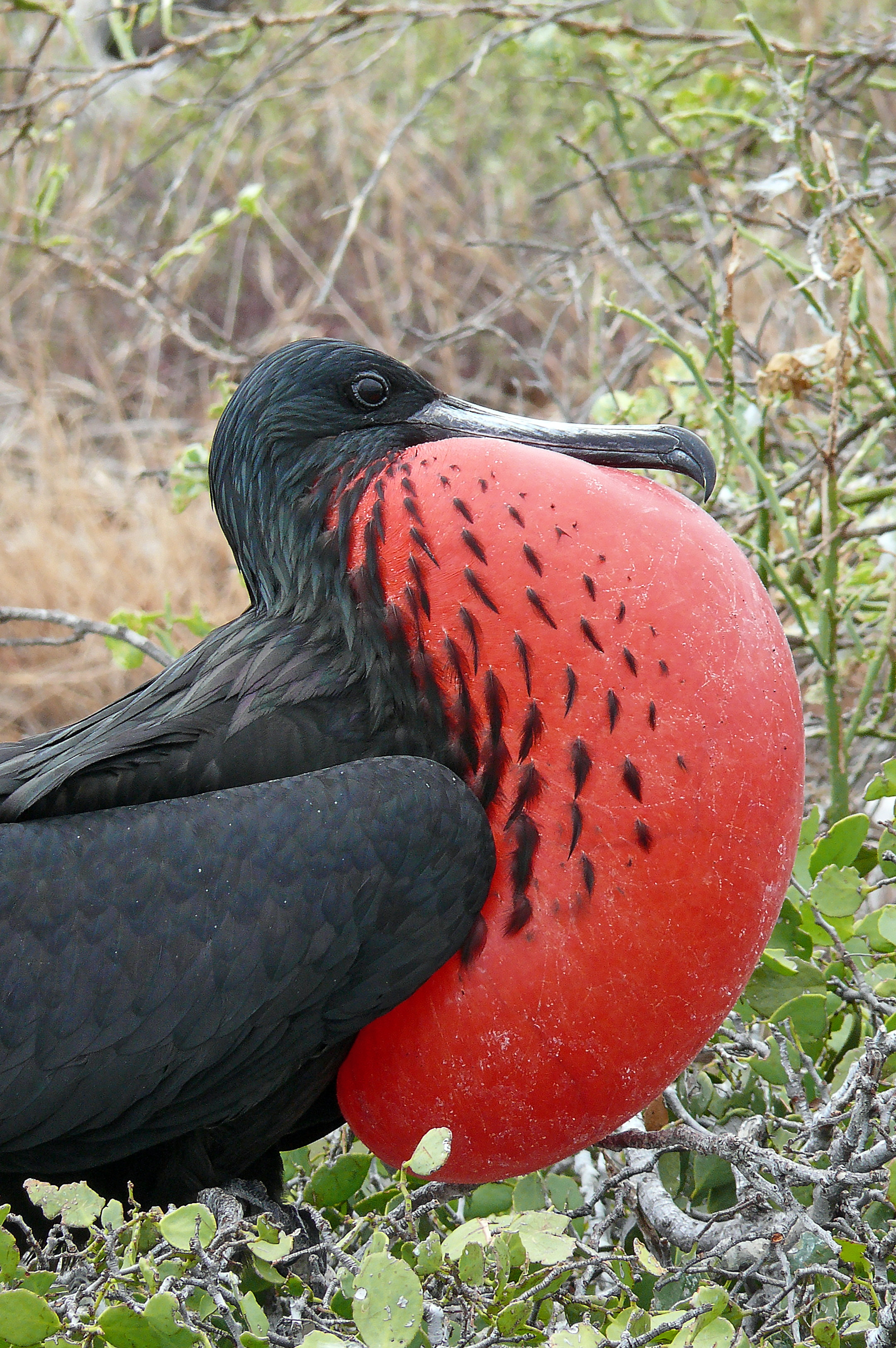
Maschio con la sacca gulare gonfia

Lunga un metro, con un'apertura alare di 215 cm, è interamente nera fatta eccezione per il collo.  Questo è di colore rosso nei maschi e bianco nelle femmine; nel maschio ospita una tasca che viene gonfiata durante la stagione dell'accoppiamento per richiamare l'attenzione delle femmine e allo stesso tempo per far risuonare il suo richiamo, dal suono simile a un sonaglio. Sebbene nere le piume scapolari producono un'iridescenza violetta quando riflettono la luce solare. Le femmine hanno anche una banda marrone sulle ali e un anello oculare blu. I giovani hanno la testa e le parti inferiori bianche.

## Biologia
Questa specie trascorre giorni e notti in volo con una velocità media al suolo di 10 km/h, senza mai atterrare sull'acqua. Durante un singolo volo in media percorre all'incirca 200 km, anche se in talune occasioni la distanza percorsa può superare i 400 km. Si "arrampicano" sulle correnti termiche ascensionali a volte fino ad una quota di 2500 m per poi discendere fino alla superficie dell'oceano.

### Alimentazione
Le abitudini alimentari delle fregate sono pelagiche e possono nutrirsi fino a 500 km dalla terra. Essi non atterrano sull'acqua ma afferrano la preda dalla superficie dell'oceano con i loro lunghi e uncinati becchi.  Prendono principalmente piccoli pesci come i pesci volanti, in particolare i generi Exocoetus e Cypselurus, che vengono spinti in superficie da predatori come tonni e lampughe, ma mangiano anche cefalopodi, in particolare calamari. Il Menhaden del genere Brevoortia può essere un'importante preda ma spesso vengono mangiate anche meduse e plancton più grandi. Le fregate hanno imparato a seguire i pescherecci e a prelevare il pesce dalle aree di detenzione.  Al contrario, i pescatori di tonno pescano in aree in cui possono avvistare fregate a causa della loro associazione con grandi predatori marini. Le fregate a volte predano direttamente uova e piccoli di altri uccelli marini, tra cui sule, procellarie, berte e sterne, in particolare la sterna fuligginosa.
Le fregate hanno anche l'abitudine di derubare altri uccelli marini, come sule, in particolare la sula sula, fetonti, berte, procellarie, sterne, gabbiani e persino falchi pescatori, della loro cattura, utilizzando la loro velocità e la manovrabilità per molestare le loro vittime, ad esempio tirando loro le penne della coda, finché questi lasceranno cadere le loro prede oppure spingendoli a rigurgitare il contenuto del loro stomaco. Possono assalire i loro bersagli dopo aver catturato il cibo o girare in alto sopra le colonie di uccelli marini in attesa che gli uccelli tornino carichi di cibo. Sebbene le fregate siano rinomate per il loro comportamento alimentare da cleptoparassiti, si ritiene che il cleptoparassitismo non svolga una parte significativa nella dieta di nessuna specie, ed è invece un supplemento al cibo ottenuto dalla caccia. Uno studio su grandi fregate che rubavano alle sule mascherate ha stimato che le fregate potevano ottenere al massimo il 40% del cibo di cui avevano bisogno, e in media ne ottenevano solo il 5%.
A differenza della maggior parte degli altri uccelli marini, le fregate bevono acqua dolce quando la incontrano, piombando giù e deglutendo con il becco.

### Riproduzione

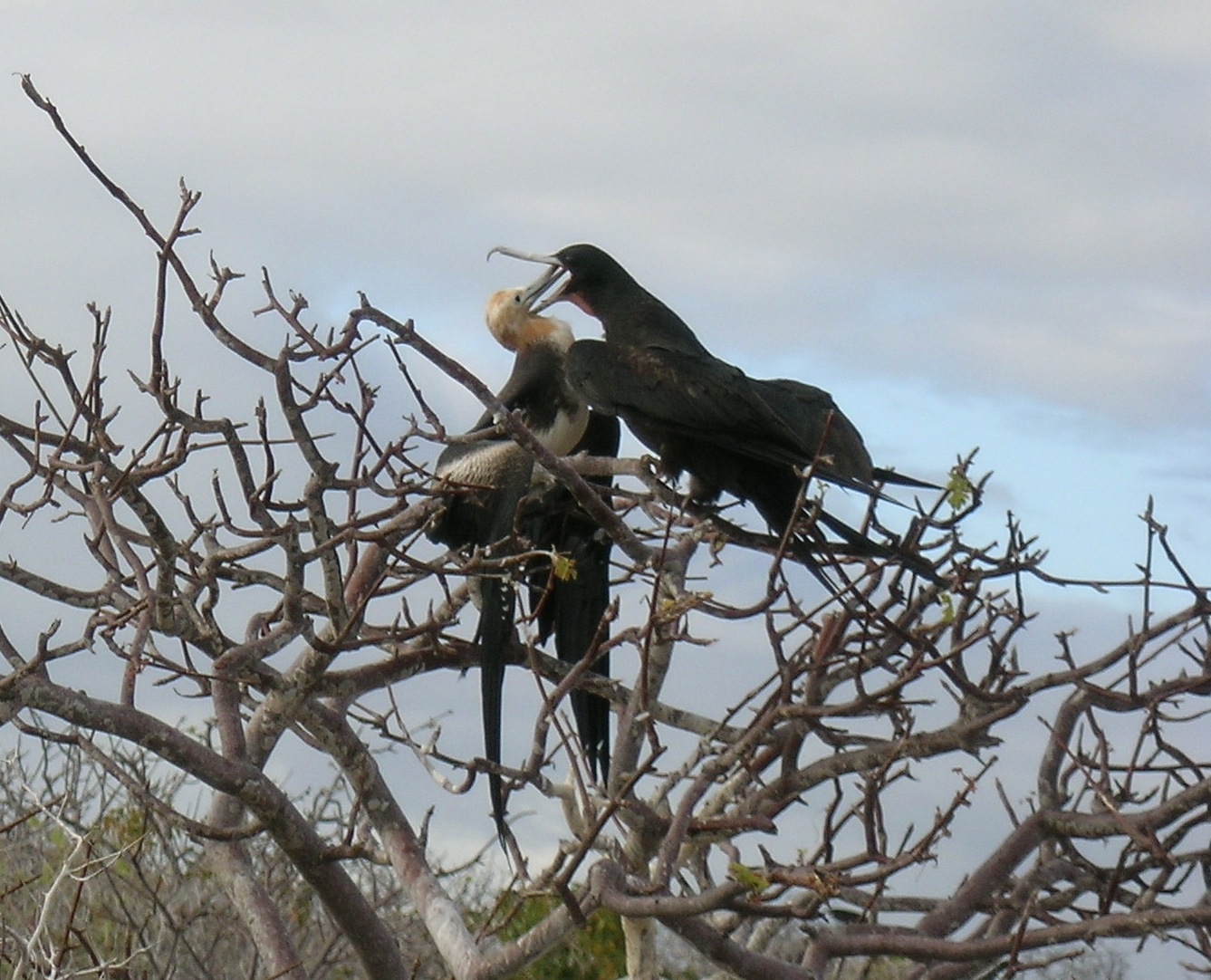
Piccolo di fregata cibato dal padre.

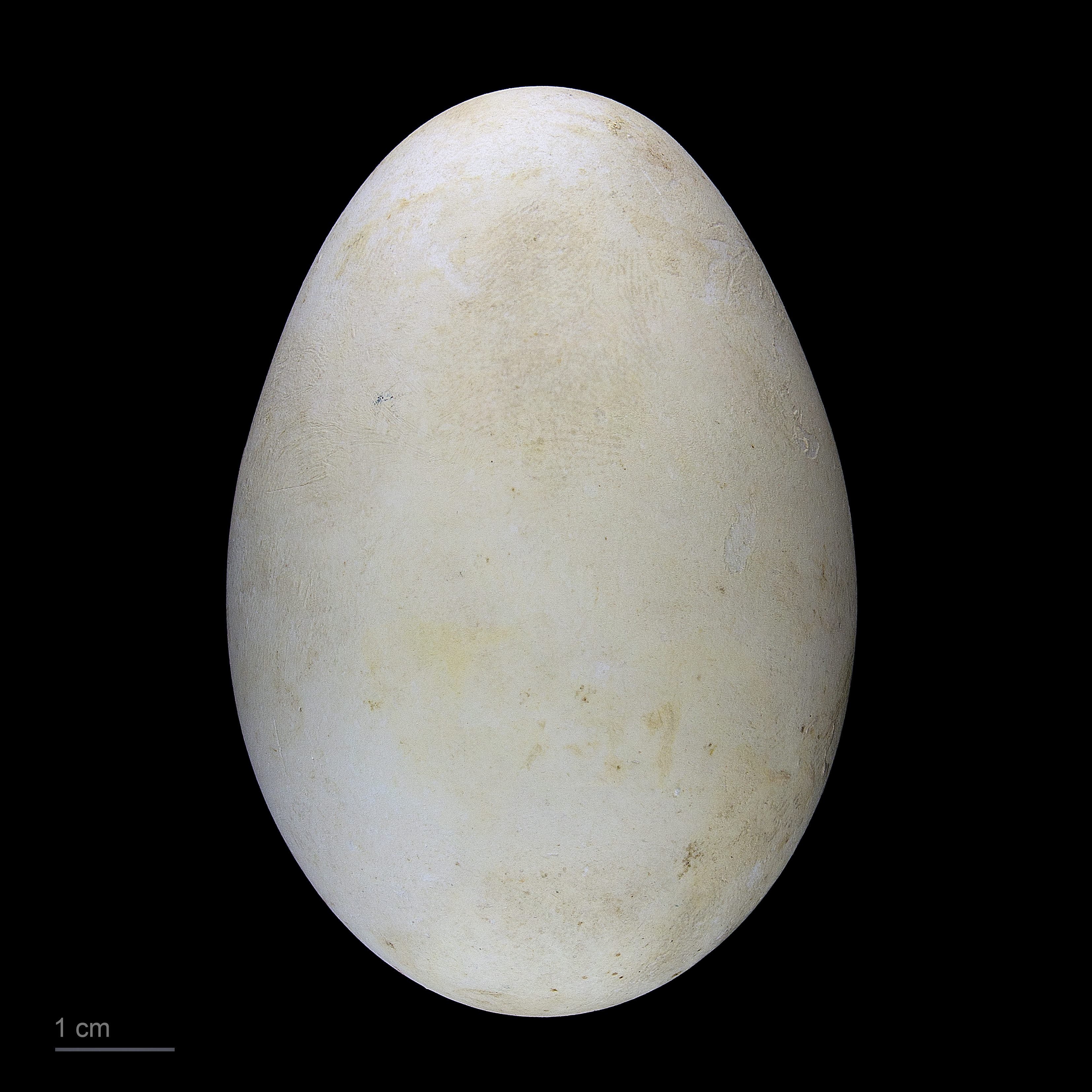
Uovo di Fregata magnificens

Dopo il corteggiamento durante il quale il maschio esibisce la sua sacca gulare e la fa vibrare, la femmina sceglie il suo compagno e formeranno una coppia monogama per una stagione riproduttiva. Ogni femmina depone un uovo bianco, o occasionalmente due, che viene covato per circa 50 giorni da entrambi i genitori, che si alternano in turni di 10-15 giorni. I piccoli imparano a volare a circa 7 mesi di età, e continuano a essere cibati dai genitori per altri 6 mesi mentre apprendono le complesse tecniche necessarie a procacciarsi il cibo (soprattutto pesci) autonomamente.

## Distribuzione e habitat
Uccello pelagico, è diffuso nell'Oceano Atlantico (Florida, Caraibi, Capo Verde) e lungo la costa pacifica americana tra il Messico e l'Ecuador (incluse le Isole Galápagos).  Alcuni esemplari sono stati rinvenuti anche sull'Isola di Man, in Danimarca, Spagna, Inghilterra e, sul Pacifico, nella Columbia Britannica.

## Comportamento ed ecologia
Avendo il più grande rapporto tra area alare e peso corporeo di qualsiasi uccello, le fregate sono essenzialmente aeree.  Ciò consente loro di librarsi continuamente e solo raramente sbattere le ali. Una grande fregata, seguita da un satellite nell'Oceano Indiano, rimase in volo per due mesi. Possono volare oltre i 4000 m in condizioni di gelo. Come i rondoni possono passare la notte volando, ma più di frequente ritorneranno anche sulla terra ferma, come un'isola, per appollaiarsi sugli alberi o sulle rupi.  Le osservazioni sul campo nel Canale del Mozambico hanno scoperto che le grandi fregate potevano rimanere in volo fino a 12 giorni durante il foraggiamento. Altamente abili, usano le loro code biforcute per sterzare durante il volo ed emettono forti battiti d'ala profondi, sebbene non adatti a volare con sbattimenti prolungati. Le fregate si lavano e si puliscono in volo volando basso e schizzando sulla superficie dell'acqua prima di pavoneggiarsi e grattarsi in seguito.  Al contrario, le fregate non nuotano e con le loro zampe corte non possono camminare bene o decollare facilmente dal mare. 
Secondo uno studio sulla rivista Nature Communication, gli scienziati hanno collegato un accelerometro e un dispositivo di test dell'elettroencefalogramma su nove grandi fregate per misurare se dormivano durante il volo. Lo studio ha scoperto che gli uccelli dormono, ma di solito usano solo un emisfero del cervello alla volta e di solito dormono mentre salgono ad altitudini più elevate. La quantità di tempo per dormire a mezz'aria era meno di un'ora e sempre di notte. 
La durata media della vita è sconosciuta, ma in comune con uccelli marini come l'albatros urlatore e l'uccello delle tempeste codaforcuta, le fregate sono longeve. Nel 2002, 35 grandi fregate inanellate sono state recuperate a Tern Island nelle Isole Hawaii. Di questi dieci avevano più di 37 anni e uno aveva almeno 44 anni. 
Nonostante abbiano un piumaggio scuro in un clima tropicale, le fregate hanno trovato il modo di non surriscaldarsi, in particolare perché sono esposte alla piena luce solare quando si trovano nel nido. Arruffano le piume per sollevarle dalla pelle e migliorare la circolazione dell'aria, e possono estendere e capovolgere le ali per esporre la calda superficie inferiore all'aria e perdere calore per evaporazione e convezione. Anche le fregate mettono la testa all'ombra delle ali.

## Galleria d'immagini

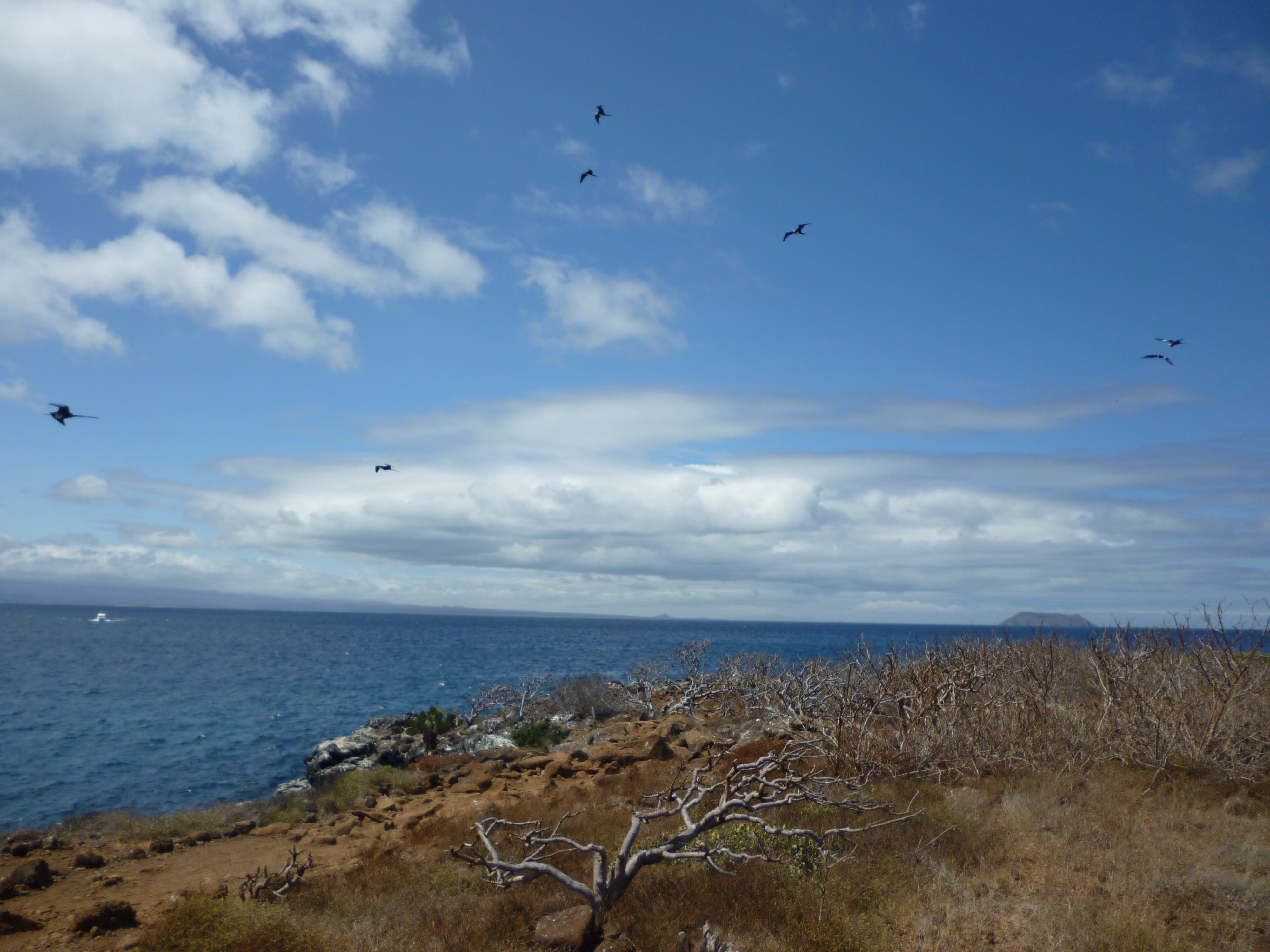
Fregata magnificens, Galápagos
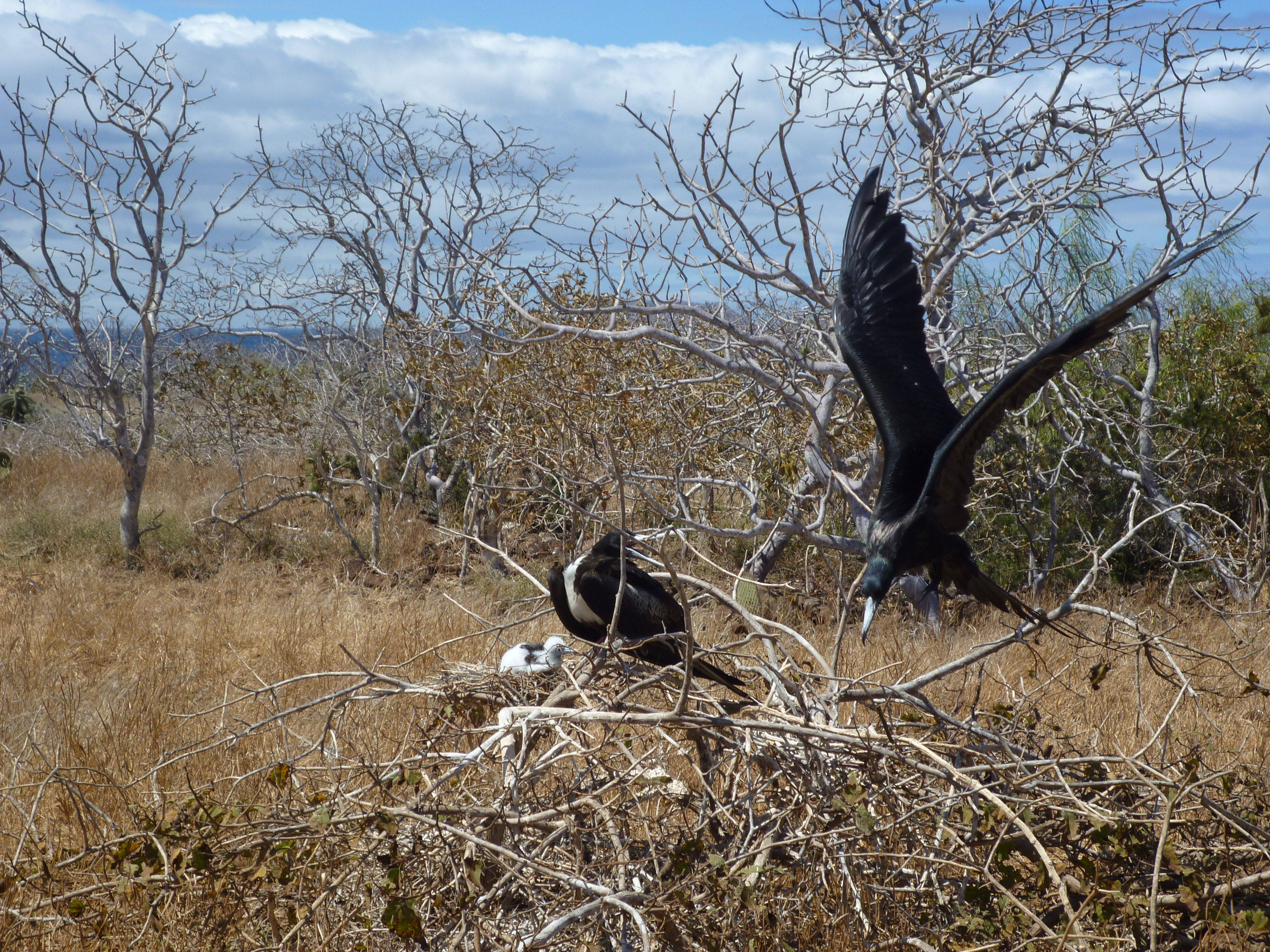
Fregata magnificens, Galápagos
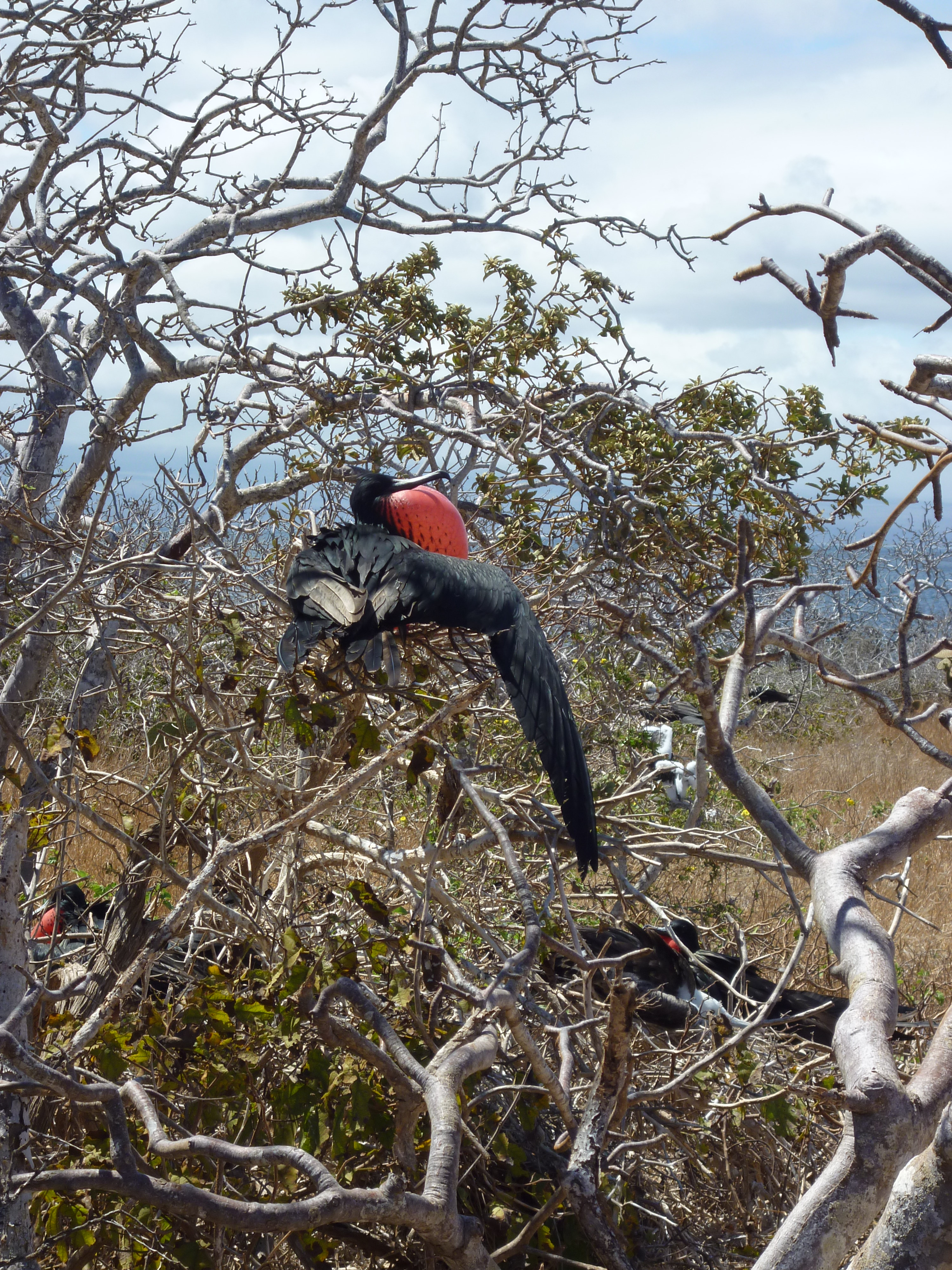
Fregata magnificens, Galápagos
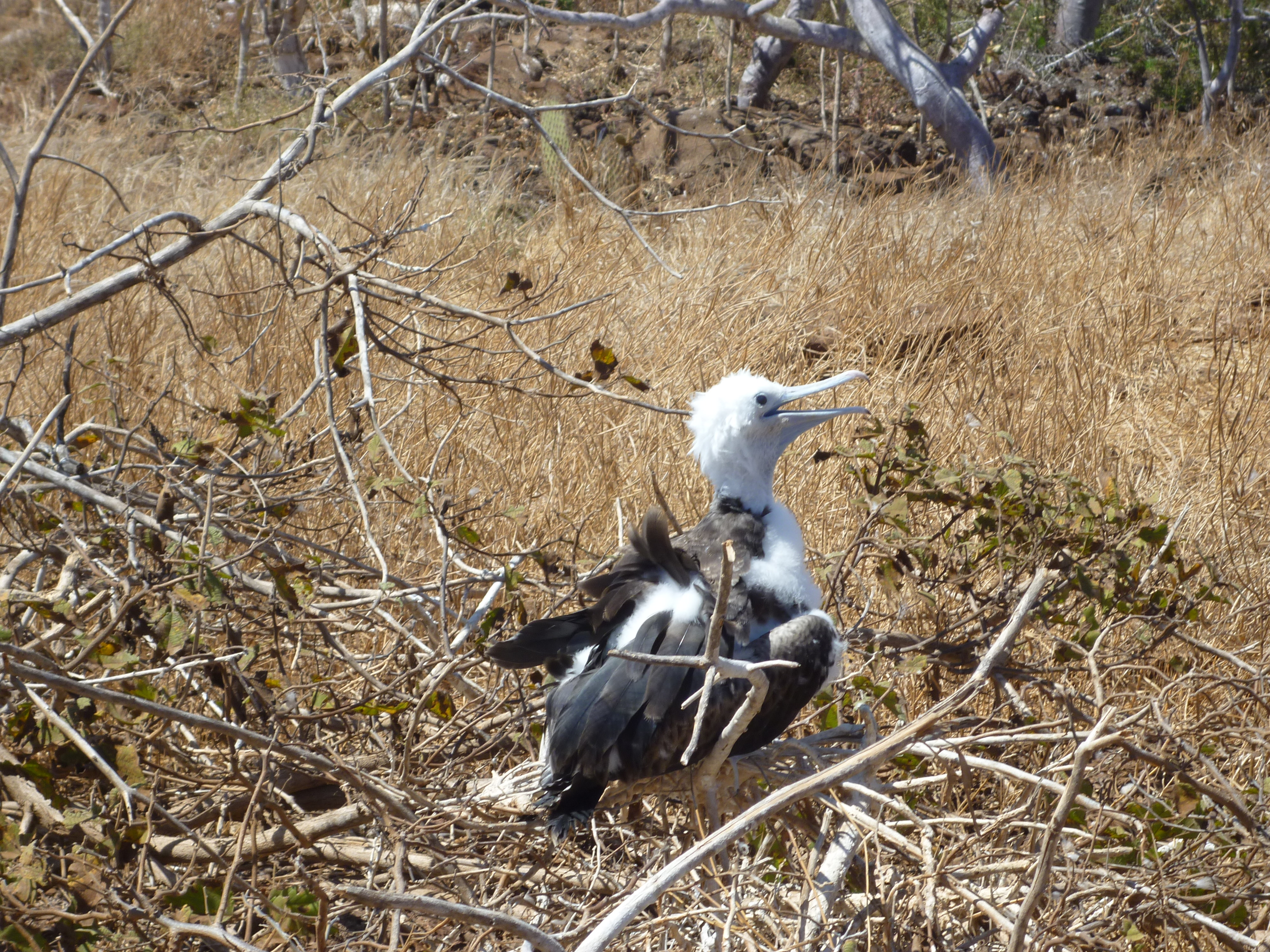
Fregata magnificens, Galápagos
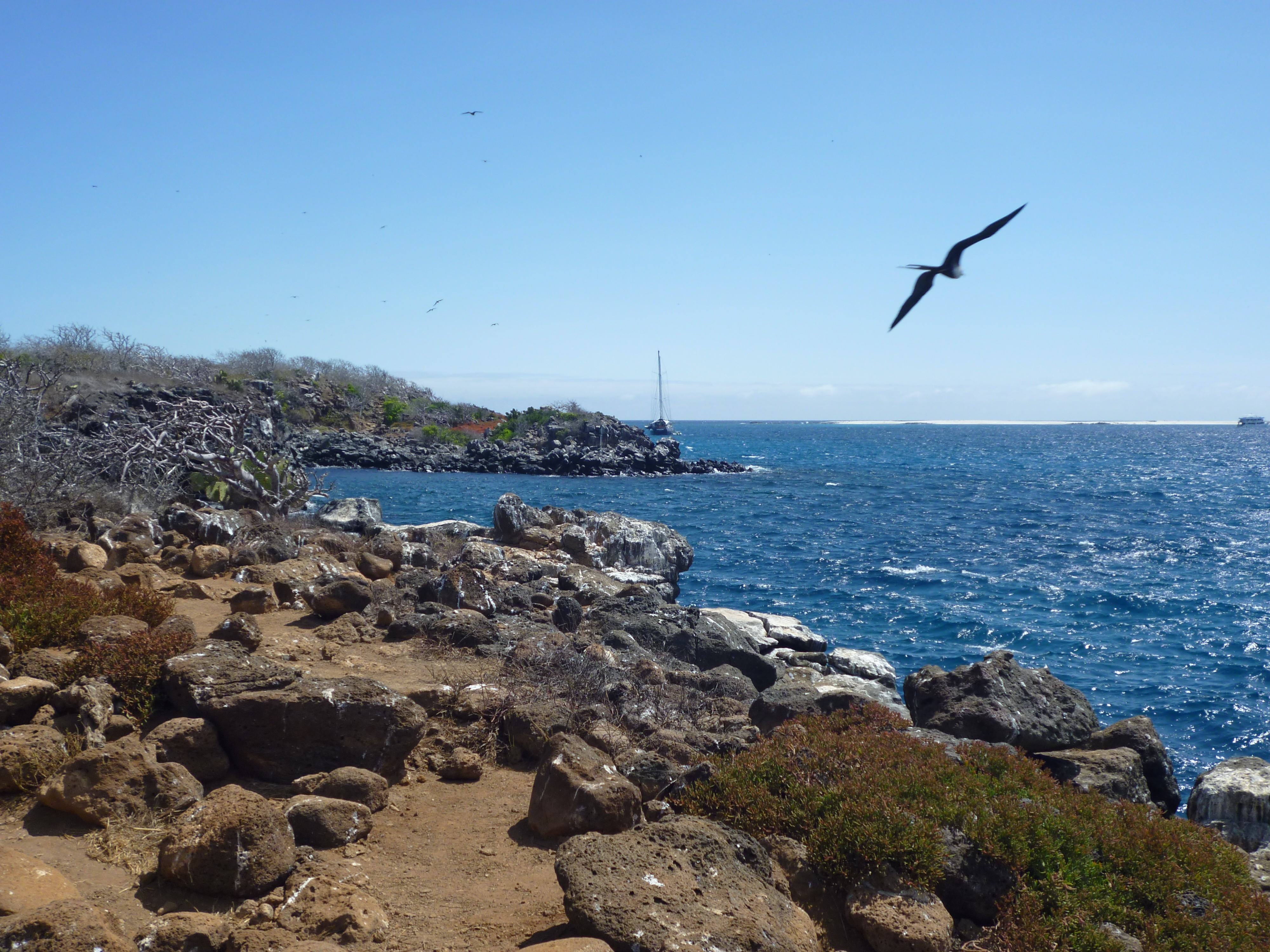
Fregata magnificens, Galápagos